# Colladonus singularius
Colladonus singularius är en insektsart som beskrevs av Nielson 1988. Colladonus singularius ingår i släktet Colladonus och familjen dvärgstritar. Inga underarter finns listade i Catalogue of Life.